# Jan Packeny
Jan Packeny též Johann Packenius nebo Pakeni (1694 Jülich – 7. prosince 1760 Praha) byl německo-český zlatník pozdního baroka v Praze.

## Život
Narodil se v Porýní, zlatníkem se vyučil patrně v Kolíně nad Rýnem, počátkem roku 1724 přesídlil do Prahy, oženil se s Annou Kateřinou, dcerou cvočkaře Jana Ezra. Roku 1736 si manželé koupili na Malé Straně v Ostruhové ulici dům čp.233/III U Dvou slunců.
Založil třígenerační rodinnou dílnu, v níž se v Praze uplatnili jeho dva synové, zlatník Jan Dominik (* 1725) a klenotník František Emanuel (* 1737), a v Praze i ve Vídni vnuci František Matyáš a Josef Maxmilián.
Byl pohřben u Sv. Jana pod Skalou.

## Dílo
Věnoval se hlavně chrámovému náčiní a nádobí. Pracoval často pro katedrálu Sv. Víta na Pražském hradě (dochovaný pacifikál a lampy pro věčné světlo), pro klášter augustiniánů u sv. Tomáše na Malé Straně, pro kostel Panny Marie Vítězné karmelitánů na Malé Straně (oltář se skříní pro Pražské Jezulátko), pro kapucíny na Hradčanech. Dále vytvořil roku 1742 liturgickou soupravu precios pro františkánský kostel u Panny Marie Sněžné v Praze (z níž se dochovaly dva kalichy a monstrance). Pracoval také pro klášter benediktinů v Břevnově, a pro klášter premonstrátek v Doksanech.
Dále pracoval pro rodinu Lažanských a Černínů na zámcích v Manětíně a v Chudenicích.
Jeho díla se dochovala také v Uměleckoprůmyslovém museu v Praze a v Národním muzeu.

## Značka
Značil puncovní značkou IP v oválném štítku nebo v kartuši.